# P.O. Brøndsted
Peter Oluf Brøndsted egentlig Peter Ole Brøndsted (Født 17. november 1780, død 26. juni 1842) var en dansk klassisk arkæolog. Født i Fruering Præstegård, hvor faderen var sognepræst og provst i Hjelmslev Herred.

## Uddannelse
P.O. Brøndsted viste allerede i skolen sin interesse for den græske oldtid, og da han i 1796 på Københavns Universitet tog eksamen i græsk, brillerede han ved at opgive hele Iliaden af Homer, hvor der ellers kun krævedes mindre stykker.
P.O. Brøndsted meldte sig ind i Livjægerkorpset og deltog i 1801 i kampen mod englænderne. Læste teologi og efter i 1802 at have fået eksamen i dette fag begyndte han på filologi. Her mødte han Georg Koës, en søn af Georg Frederik Ditlev Koës, hvis datter Frederikke Koës han giftede sig med i 1813.
I sine unge år blev han også omvendt til tilhænger af romantikken ved læsning af Adam Gottlob Oehlenschlägers digte. Han var blandt andet en velset gæst i Rahbeks hjem Bakkehuset. Han havde før været klassicist af den skole, der udsprang af 1700-tallets sidste halvdel.
P.O. Brøndsteds første udgivelse var på tysk, idet han i 1804 skrev kapitlet om den danske kunst i den tyske litteraturprofessors Johann Gottfried Eichhorns litteraturhistorie Geschichte der Litteratur (udkom 1810).

## Grækenlandsrejsen
Efter at have opnået doktorgraden i filologi i 1806 tog han på en længere rejse sammen med vennen Georg Koës. Rejsens endelige mål var Grækenland. På vejen sydpå gjorde de sammen med Adam Oehlenschläger ophold i forskellige tyske byer og overværede Slaget ved Jena. Efter et længere ophold i Paris drog han i 1809 til Rom for endelig i 1810 at ende i Athen. Her så han de engelske udgravninger af Parthenon. Under opholdet fik han efterretningerne om, at vennen Georg Koës var død på sin videre rejse til øen Zante.
I 1811 – 1812 stod P.O. Brøndsted selv for en større udgravning på øen Keos og mindre udgravninger rundt i Grækenland. Sidst i 1812 besøgte han den tyrkiske hersker i Epirus Ali Pasha, som han førte lange samtaler med. Brøndsted skrev om dem i breve til familien.

## Udarbejdelse af værket
1813 vendte P.O. Brøndsted hjem til Danmark, hvor han blev ansat som professor i filologi på Københavns Universitet. Samme år giftede han sig med Frederikke Koës. Deres ægteskab varede til 1818, hvor Frederikke døde. Samme år rejste P.O. Brøndsted igen sydpå, angiveligt for at skrive på sit store værk om Grækenland, men også for at begrave sorgen over tabet af sin hustru i arbejdet med oldtiden. I Rom blev P.O. Brøndsted ansat som dansk ambassadør i Pavestaten.
I disse år florerede mange selvstændighedsbevægelser, der krævede republik i mange af de italienske bystater, og P.O. Brøndsted så på disse bevægelser med stor sympati. Det danske kongedømme så dog ikke med venlige øjne på hans sympatitilkendegivelser til frihedsbevægelserne i brevene til Danmark. Han faldt i unåde og blev afskediget. Brøndsted havde arvet en betydelig formue fra sin hustru. Den satte ham i stand til at udarbejde sit værk om sin rejse i Grækenland.
1825 udkom første bind af Rejse i Grækenland på fransk og tysk, den danske udgave udkom først i 1844 efter P.O. Brøndsteds død, redigeret af studiekammeraten N.V. Dorph. Værket var pragtfuldt udstyret og yderst velillustreret med store kobberstik. I 1830 udkom andet bind, der blandt andet medtog studiet af Parthenonmetoperne efter Brøndsteds rejse til England og British Museum. P.O. Brøndsted havde planlagt yderligere fire bind i sit værk, men nåede aldrig at færdiggøre disse. Kun enkelte kobberstik er bevarede som forstudie til et af disse bind.

## Senere år
I 1832 var P.O. Brøndsted vendt tilbage til Danmark, og her blev han udnævnt til direktør for Den Kongelige Mønt- og Medaillesamling og professor i filologi og arkæologi.
I de følgende år udgav han kun mindre skrifter og helligede sig det administrative arbejde og sine foredrag.
26. juni 1842 døde han efter en rideulykke. Han er begravet på Assistens Kirkegård.